# Un'ultima risata
Un'ultima risata (The Last Laugh) è un film del 2019 scritto e diretto da Greg Pritikin.

## Trama
Al Hart (Chevy Chase) è stato il primo agente di Buddy Green (Richard Dreyfuss), un comico con un grande passato di successi, improvvisamente ritiratosi dalle scene da una cinquantina d'anni senza alcun motivo, poco prima di andare all'Ed Sullivan Show, negli ultimi vent'anni Buddy è stato podologo a Beverly Hills, prima di finire in una casa di riposo della Florida. I due, dopo essersi incontrati per caso in Florida, ripensano ai vecchi tempi passati fino a quando Al Hart convince Buddy Green a lasciare la casa di riposo per intraprendere una tournée attraverso gli Stati Uniti, un po' a caso, dove sono chiamati. Così, i due anziani amici, partono on the road e Buddy inizia a esibirsi in piccoli locali di provincia, dove raccoglie, prima un tiepido successo, che poi è apprezzato. Al tour si aggiungono più date. Al, durante una tappa del tour improvvisato,  conosce una donna molto interessante in Texas, Doris Montgomery (Andie MacDowell), che si aggiunge al viaggio dei due vecchietti, portando un po' di attrito tra i due che, comunque, rafforzeranno una solida amicizia che permetterà a Buddy  di poter dare vita a "un'ultima risata", ma anche di riflettere sulla propria vita e sul futuro con ottimismo.

## Promozione
Il primo trailer ufficiale della pellicola è stato distribuito il 28 dicembre 2018.

## Distribuzione
La pellicola è stata distribuita a partire dall'11 gennaio 2019 su Netflix in tutto il mondo.